# Факультет военного обучения МГУ
Факультет военного обучения МГУ — один из факультетов университета Московского университета.
Факультет военного обучения является структурным учебным подразделением Московского государственного университета имени М. В. Ломоносова и осуществляет обучение по программе военной подготовки офицеров запаса по десяти военно-учётным специальностям в процессе основной образовательной программы вуза. Обучение начинается с четвёртого семестра и проходит в течение 2,5 лет (пяти семестров).

## История
Военная подготовка в Московском университете была введена постановлением Центрального исполнительного комитета и Совета народных комиссаров от 20 августа 1926 года и началась с создания в первой половине сентября этого же года военного кабинета. Обучение студентов началось 1 октября 1926 года — эта дата стала днем рождения военной кафедры МГУ.
Первым начальником военного кабинета МГУ стал кадровый военный А. А. Самойло, который начал военную службу в Русской императорской армии и в звании генерал-майора после Октябрьской революции перешёл на службу в РККА. С 1922 по 1926 год Александр Самойло возглавлял Главное управление военно-учебных заведений РККА и одновременно управление вузов Московского военного округа.
В 1936 году военный кабинет был переименован в военную кафедру. В годы Великой Отечественной войны военная кафедра МГУ была учебным пунктом Краснопресненского военкомата. После окончания войны, в начале 1947 года, военная кафедра перешла от первичной военной подготовки к полноценной подготовке офицеров запаса по профилю пехоты и полевой артиллерии.
С 1953 года подготовка офицеров запаса проходила по четырём военным профилям: командному, противовоздушной обороны, военных переводчиков и специалистов для военно-медицинской службы. В 1963 году из одной университетской военной кафедры были созданы две новые: военная кафедра естественных факультетов и военная кафедра гуманитарных факультетов. В мае 1975 года в Московском университете было создано Отделение военной подготовки на правах факультета. В его состав вошли специализированные военные кафедры и кафедра гражданской обороны.
После распада СССР, с 1 января 1992 года, в связи с реформированием Вооруженных сил страны, военная кафедра была переименована в военную кафедру зарубежной военно-политической информации. В декабре 1994 года на базе Отделения военной подготовки был создан Факультет военного обучения при МГУ, в состав которого вошли следующие кафедры: сухопутных войск, войск ПВО, а зарубежной военно-политической информации, военно-медицинской подготовки, а также кафедра защиты и действий населения в чрезвычайных ситуациях (в оперативном управлении факультета).
С 2012 года Факультет военного обучения включает в себя три военные кафедры: Общевоенной и тактико-специальной подготовки Вооружённых сил РФ, Специальных дисциплин Вооружённых сил РФ и Гуманитарных специальностей Вооружённых сил РФ, а также кафедру Защиты и действия населения в чрезвычайных ситуациях.
С 1 сентября 2019 года обучение студентов МГУ по программам военной подготовки осуществляется в Военном учебном центре, являющимся структурным подразделением университета, созданным вместо Факультета военного обучения.